# アベハール
アベハール（Abejar）は、スペイン・カスティーリャ・イ・レオン州ソリア県にあるムニシピオ（基礎自治体）。コマルカ・デ・ピナーレスに属する。

## 地理

### 人口
| アベハールの人口推移 1900－2010                         |
|                                                         |
| 出典:INE（スペイン国立統計局）1900年 - 1991年、1996年 - |

## 歴史
旧体制崩壊時に旧カスティーリャ地方の、ソリア司法管轄区の自治体として創設された。1842年の国勢調査では146世帯584人の住民が記録されている。

## 経済
アベハールの主要経済は木材産業並びに食品産業である。また、サンティアゴ巡礼路（Camino de Santiago de Soria）が通っている。

## 政治
自治体首長はカスティーリャ・イ・レオン社会党（Partido Socialista de Castilla y León、PSCyL）のアントーニオ・カルロス・ロメーロ・ペレス（Antonio Carlos Romero Pérez）で、自治体評議員は、カスティーリャ・イ・レオン社会党：4、カスティーリャ・イ・レオン国民党（Partido Popular de Castilla y León）：3となっている（2011年5月22日の自治体選挙結果、得票順）。
| 1999年6月13日自治体選挙 |        |        |          |
| 政党                    | 得票数 | 得票率 | 獲得議席 |
| PSOE                    | 184    | 65.48% | 5        |
| PP                      | 91     | 32.38% | 2        |

| 2003年5月25日自治体選挙 |        |        |          |
| 政党                    | 得票数 | 得票率 | 獲得議席 |
| PSOE                    | 217    | 78.34% | 6        |
| PP                      | 59     | 21.30% | 1        |

| 2007年5月27日自治体選挙 |        |        |          |
| 政党                    | 得票数 | 得票率 | 獲得議席 |
| PSOE                    | 193    | 63.70% | 5        |
| PP                      | 69     | 22.77% | 1        |
| AIVA                    | 38     | 12.54% | 1        |

| 2011年5月22日自治体選挙 |        |        |          |
| 政党                    | 得票数 | 得票率 | 獲得議席 |
| PSOE                    | 177    | 60.41% | 4        |
| PP                      | 111    | 37.88% | 3        |

### 司法行政
アベハールはソリア司法管轄区に属す。